# Cama (Švýcarsko)
Cama je obec ve švýcarském kantonu Graubünden, okresu Moesa. Nachází se v údolí řeky Moesa, asi 71 kilometrů jihozápadně od kantonálního hlavního města Churu, v nadmořské výšce 366 metrů. Žije zde 560 obyvatel.

## Geografie

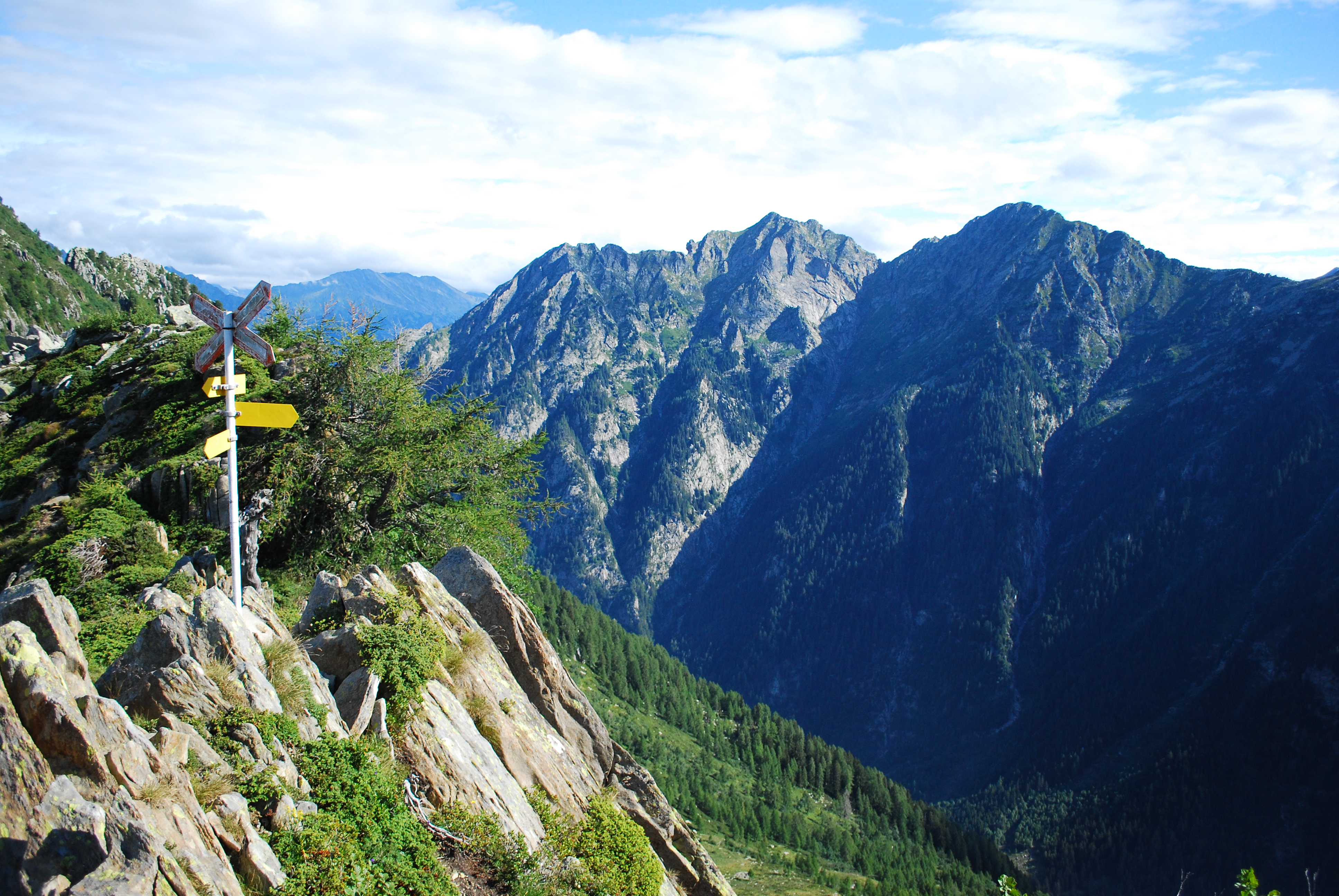
Údolí Val Cama

Obec se nachází v jižní části údolí Val Mesolcina na obou březích řeky Moesa a skládá se ze dvou částí, zvaných Al Punt a Norantola. Z celkové rozlohy obce 1506 ha připadá 905 ha na lesy a lesní pozemky, 498 ha na neproduktivní plochu (převážně hory), 63 ha na zemědělskou půdu a 40 ha na zastavěnou plochu.
K obci patří údolí Val Cama s horským jezerem Lago di Cama. Značené horské stezky odtud vedou přes jezero Lago di Sambroc a Bocchetta de Cressim do údolí Val d’Arbola, přes Bocchetta del Notar do italského údolí Val Bodengo a přes Alpe Vazzola do údolí Val Leggia.
V blízkosti jezera se nacházejí dvě chaty s restaurací, které jsou v provozu během letní sezóny. Na alpských pastvinách u jezera Lago di Cama se po restrukturalizaci místního zemědělství opět pase skot. Až do poloviny 20. století byly přechody mezi údolím Val Cama a Itálií často využívány italskými pašeráky. Severně od samoty Norantola se nachází zřícenina hradu Norantola.
Cama sousedí s obcemi Grono, Lostallo a Itálií.

## Historie
První zmínka o obci pochází z roku 1219 pod názvem Camma. V rámci vrchnostenského soudu oblasti Mesolcina patřila obec k tzv. střední squadře a církevně k vikariátu Roveredo. Farní kostel San Maurizio (zmiňovaný taktéž v roce 1219) se v roce 1611 oddělil od mateřského kostela San Vittore a v letech 1656–1662 byl rozšířen (sudová klenba v lodi z roku 1860). Známé a ceněné jsou v obci také typické stavby, tzv. grotti.

## Obyvatelstvo

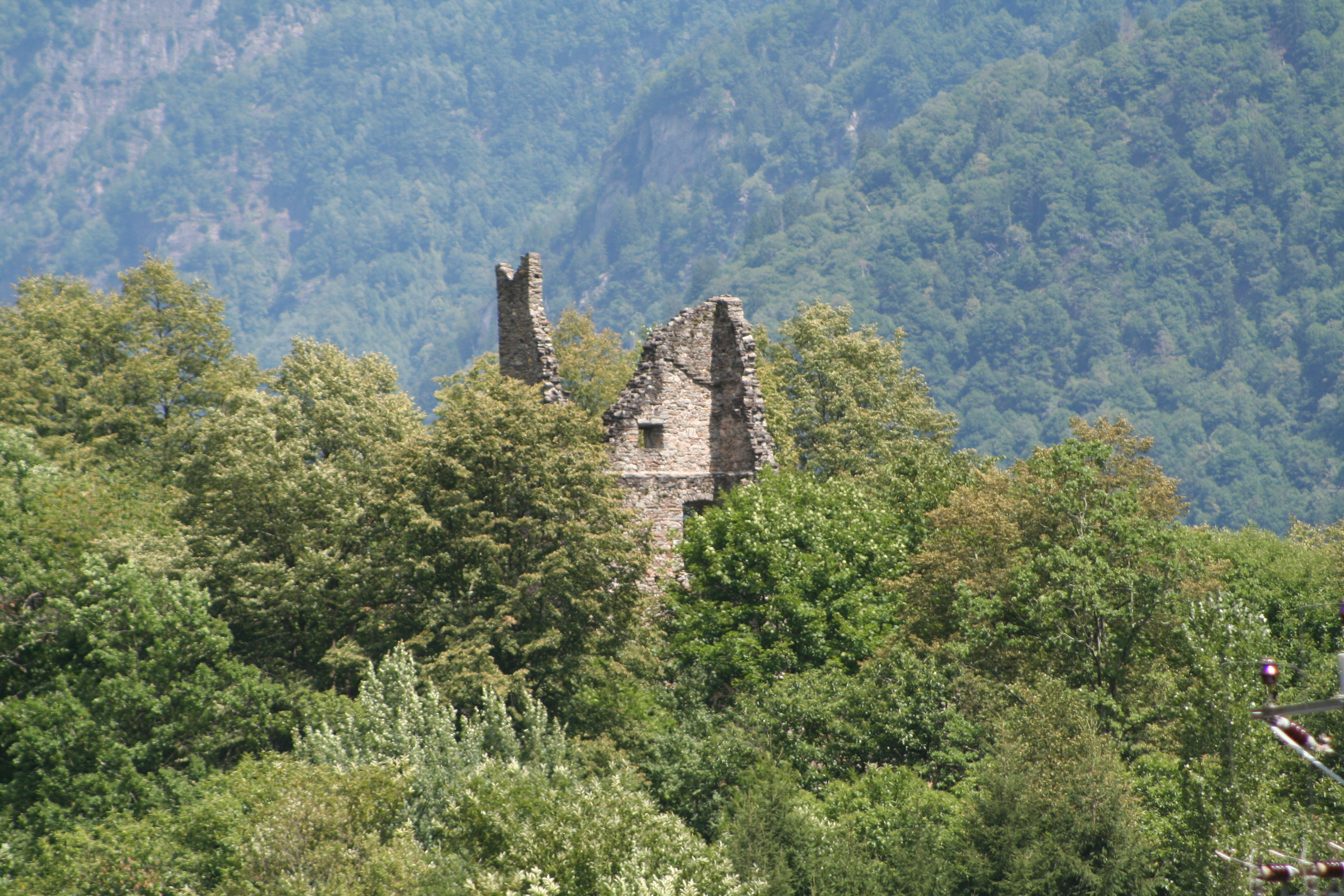
Zřícenina hradu Norantola

| Rok            | 1826 | 1860 | 1888 | 1900 | 1950 | 1970 | 1980 | 1990 | 2000 | 2004 | 2010 | 2012 | 2020 |
| Počet obyvatel | 171  | 272  | 221  | 250  | 254  | 336  | 353  | 374  | 474  | 459  | 462  | 535  | 589  |

### Jazyky
Údolí řeky Moesa je jednou z italsky mluvících oblastí kantonu Graubünden. Převážná většina obyvatel obce tak hovoří italsky, jak ukazuje následující tabulka:
| Jazyky v Camě  |                   |                   |                   |                   |                   |                   |
| Jazyk          | Sčítání lidu 1980 | Sčítání lidu 1980 | Sčítání lidu 1990 | Sčítání lidu 1990 | Sčítání lidu 2000 | Sčítání lidu 2000 |
| Jazyk          | Počet             | Podíl             | Počet             | Podíl             | Počet             | Podíl             |
| Němčina        | 10                | 2,83 %            | 18                | 4,81 %            | 24                | 5,06 %            |
| Italština      | 328               | 92,92 %           | 347               | 92,78 %           | 418               | 88,19 %           |
| Počet obyvatel | 353               | 100 %             | 374               | 100 %             | 474               | 100 %             |

## Doprava

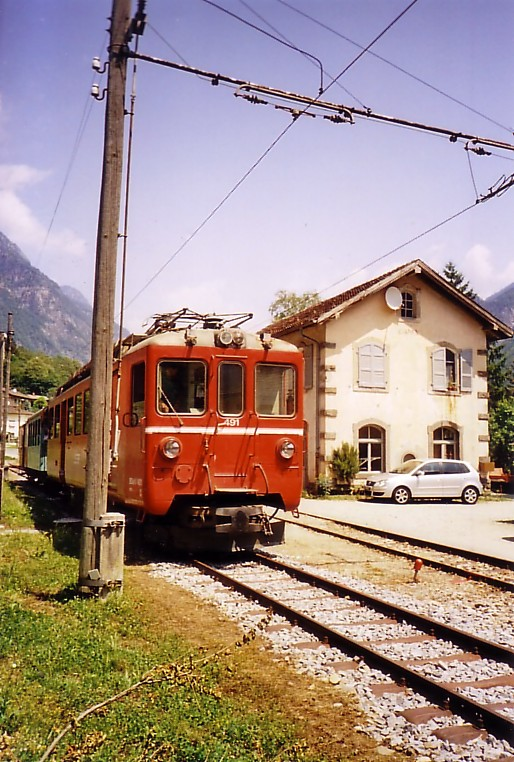
Historická souprava ve stanici Cama (2006)

Cama leží na dálnici A13 v trase St. Margrethen – Chur – Bellinzona a hlavní silnici č. 13.
Železniční spojení do obce zajišťovala železniční trať z Bellinzony do Mesocca, otevřená roku 1907. Pro malý zájem cestujících byla na trati v květnu 1972 ukončena osobní doprava a zcela zrušen úsek mezi Bellinzonou a stanicí Castione-Arbedo. V roce 1978 horní úsek trati poničila silná bouře a i nákladní doprava byla následně zcela zastavena. Na zbylém úseku Castione-Arbedo – Cama probíhal až do roku 2013 muzejní turistický provoz; od roku 2013 je trať zcela bez provozu a čeká na další osud.